# Noel Attard
Noel Attard (Sliema, 20 dicembre 1960) è un ex calciatore maltese, di ruolo attaccante.

## Carriera

### Nazionale
Ha collezionato tre presenze con la propria Nazionale.

## Statistiche

### Cronologia presenze e reti in Nazionale
| Cronologia completa delle presenze e delle reti in nazionale ― Malta | Cronologia completa delle presenze e delle reti in nazionale ― Malta | Cronologia completa delle presenze e delle reti in nazionale ― Malta | Cronologia completa delle presenze e delle reti in nazionale ― Malta | Cronologia completa delle presenze e delle reti in nazionale ― Malta | Cronologia completa delle presenze e delle reti in nazionale ― Malta | Cronologia completa delle presenze e delle reti in nazionale ― Malta | Cronologia completa delle presenze e delle reti in nazionale ― Malta |
| Data                                                                 | Città                                                                | In casa                                                              | Risultato                                                            | Ospiti                                                               | Competizione                                                         | Reti                                                                 | Note                                                                 |
| -------------------------------------------------------------------- | -------------------------------------------------------------------- | -------------------------------------------------------------------- | -------------------------------------------------------------------- | -------------------------------------------------------------------- | -------------------------------------------------------------------- | -------------------------------------------------------------------- | -------------------------------------------------------------------- |
| 26-12-1982                                                           | Attard                                                               | Malta                                                                | 0 – 0                                                                | Bulgaria                                                             | Amichevole                                                           | -                                                                    |                                                                      |
| 9-10-1983                                                            | Tripoli                                                              | Libia                                                                | 4 – 0                                                                | Malta                                                                | Amichevole                                                           | -                                                                    |                                                                      |
| 16-11-1983                                                           | Dublino                                                              | Irlanda                                                              | 8 – 0                                                                | Malta                                                                | Qual. Euro 1984                                                      | -                                                                    |                                                                      |
| Totale                                                               |                                                                      | Presenze                                                             | 3                                                                    |                                                                      | Reti                                                                 | 0                                                                    |                                                                      |